# Visarga
Nei sistemi di scrittura della lingua sanscrita il visarga è un grafema che indica una ferma e distinta aspirazione sonora.

Il gāyatrī mantra in scrittura devanagari. L'invocazione che lo precede, "Oṃ / bhūr bhuvaḥ svaḥ", contiene due visarga.

Il simbolo grafico che rappresenta il visarga:
- nella scrittura devanagari è indicato  con due punti verticali posti a destra della sillaba interessata:[1]  ः
- nell'alfabeto internazionale per la traslitterazione del sanscrito (IAST) è indicato con la lettera "h" con sotto un punto: ḥ

Ad esempio:
- क diventa क:
- ka diventa kaḥ

Generalmente il visarga è adoperato per le lettere o anche sillabe terminali di una parola. La pronuncia è quella di un suono sordo, espirato, articolato con la vocale che lo precede. Spesso sostituisce una "s" o una "r" finale, ad esempio:
- अहर् आगमॆ diventa अह:आगमॆ
- ahar āgame diventa ahaḥāgame (lett.: "giorno origine")[3]

Il sostantivo maschile sanscrito visarga, dal suo equivalente antico visarjanīya,  vuol dire letteralmente "(il) mandato avanti", "emissione", "scarico", "liberazione".